# Martin Müller (Fußballspieler, I)
Martin Müller (Lebensdaten unbekannt) war ein deutscher Fußballspieler. 

## Karriere

### Vereine
Meisterschaft
Müller gehörte dem PSV Chemnitz als Mittelfeldspieler an, für den er in den vom Verband Mitteldeutscher Ballspiel-Vereine organisierten Meisterschaften von 1931 bis 1933 im Gau Mittelsachsen Punktspiele bestritt, aus dieser jeweils als Sieger hervorging, damit an den beiden im K.-o.-System ausgetragenen Meisterschaftsendrunden teilnahm und zweimal das Finale gegen den Dresdner SC erreichte. Nachdem seine Mannschaft am 17. April 1932 im Probstheidaer Stadion in Leipzig mit 3:2 gewann, verlor sie am 17. April 1933 mit 1:3. Dennoch war seine Mannschaft beide Male für die Teilnahme an der Endrunde um die Deutsche Meisterschaft qualifiziert. Sein Debüt am 7. Mai 1933 endete mit der 1:6-Niederlage beim FSV Frankfurt im Achtelfinale bereits zum Auftakt.
Von 1933 bis 1938 spielte er in der Gauliga Sachsen, eine von zunächst 16, später auf 23 aufgestockten Gauligen zur Zeit des Nationalsozialismus als einheitlich höchste Spielklasse im Deutschen Reich. Hatte seine Mannschaft die Premierensaison noch als Drittplatzierter abgeschlossen, so gewann sie in den beiden Folgespielzeiten jeweils die Gaumeisterschaft; in seiner vorletzten Saison wurde sie Zweiter, in seiner letzten Dritter der Meisterschaft. Bei der in vier Gruppen zu je vier Mannschaften ausgetragenen Endrunde um die Deutsche Meisterschaft 1934/35 bestritt er alle sechs Spiele der Gruppe A und erreichte als Gruppensieger das Halbfinale, das am 2. Juni 1935 im Düsseldorfer Rheinstadion jedoch mit 2:3 gegen den FC Schalke 04 verloren wurde. Im Jahr darauf bestritt er fünf der sechs Spiele der Gruppe A, in der er mit seinem Verein als Gruppenzweiter hinter dem FC Schalke 04 – trotz Punktgleichheit – aufgrund des schlechteren Torquotienten das Nachsehen hatte.
Pokal
Im 1935 eingeführten Wettbewerb um den Tschammerpokal, dem Pokalwettbewerb für Vereinsmannschaften, bestritt er insgesamt fünf Spiele. Sein Debüt am 27. Oktober 1935 endete im Achtelfinale mit der 1:3-Niederlage gegen den späteren Pokalsieger 1. FC Nürnberg. Bei der zweiten Ausspielung schied er mit seiner Mannschaft erneut im Achtelfinale, in dem er das erste Mal eingesetzt wurde, nach der 0:1-Niederlage gegen den SV Waldhof Mannheim aus dem Wettbewerb aus; beide Male im heimischen Stadion an der Planitzstraße.
Bei der dritten Ausspielung zog er nach dem 3:2-Erstrundensieg bei der SpVgg Ratibor 03 in die 2. Runde ein, in der der VfR Mannheim mit 5:2 bezwungen wurde. Mit der 0:2-Niederlage beim SV Waldhof Mannheim im Achtelfinale bestritt er sein letztes Pokalspiel.

### Auswahlmannschaft
Als Spieler der Gauauswahlmannschaft Sachsen bestritt er im Gauauswahlwettbewerb um den Reichsbundpokal 1935/36 das am 1. März 1936 im Frankfurter Waldstadion ausgetragene Finale gegen die Gauauswahlmannschaft Südwest, das mit 2:2 n. V. keinen Sieger fand. Das am 24. März 1936 in Leipzig notwendig gewordene Wiederholungsspiel, in dem er keine Berücksichtigung fand, gewann seine Mannschaft vor 20.000 Zuschauern mit 9:0 recht deutlich – und damit auch den Pokal.

## Erfolge
- Reichsbundpokal-Sieger 1936
- Gaumeister Sachsen 1935, 1936
- Mitteldeutscher Meister 1932, Finalist 1933
- Mittelsächsischer Meister 1932, 1933